# Rise (album de Speed)
Pour les articles homonymes, voir Rise.
Albums de SPEED
Starting Over
(21 mai 1997) Carry On My Way
(22 déc. 1999)
Bandes originales par SPEED
Andromedia
(5 août 1998)
Compilations par SPEED
Moment
(16 déc. 1998)
Singles
1. Wake Me Up!
Sortie : 6 août 1997
2. White Love
Sortie : 15 octobre 1997
3. My Graduation
Sortie : 18 février 1998

Rise (écrit en capitales : RISE) est le deuxième album du groupe de J-pop SPEED.

## Présentation
L'album, écrit, composé et produit par Hiromasa Ijichi, sort le 29 avril 1998 au Japon sur le label Toy's Factory, dans un boitier spécial (boitier de CD blanc inséré dans un étui cartonné avec un livret de photos en supplément). Il atteint la 1re place du classement des ventes de l'Oricon, et reste classé pendant 24 semaines, se vendant à deux millions d'exemplaires. Il restera le 2e album le plus vendu du groupe, derrière Moment qui sortira huit mois plus tard.
Il contient treize titres, dont deux courts (Rise et Reset 99 to 00). Cinq étaient déjà parus sur les trois précédent singles du groupe : Wake Me Up! (avec Nettaiya en face B) et White Love sortis en 1997, et My Graduation (avec Brand-New Weekend en face B) sorti deux mois avant l'album ; ces deux dernières chansons et Wake Me Up! sont cependant remaniées sur l'album.
Les chansons-titres des trois singles et la face B Nettaiya figureront aussi sur la compilation du groupe qui sortira en fin d'année, Moment, et seront également ré-enregistrées pour l'album de reprise Speedland de 2009. Les trois chansons-titres et deux autres titres de l'album Rise (Too Young et Lovely Friendship, ce dernier utilisé comme thème musical pour une publicité) figureront aussi sur les compilations d'adieu Dear Friends 1 et Dear Friends 2 de 2000, certaines dans des versions remixées.

## Liste des titres
Toutes les chansons sont écrites et composées par Hiromasa Ijichi, et arrangées par Yasutaka Mizushima. 
| 1.  | Rise (RISE)                                       |                                        | 1:52 |
| 2.  | Sophisticated Girl                                |                                        | 4:21 |
| 3.  | Another Sweet Field                               |                                        | 3:49 |
| 4.  | Wake Me Up! (Rise Mix)                            | 4e single (version remaniée)           | 5:29 |
| 5.  | White Love                                        | 5e single                              | 5:35 |
| 6.  | Lovely Friendship (ラブリー♥フレンドシップ)       |                                        | 4:22 |
| 7.  | Reset 99 to 00                                    |                                        | 1:33 |
| 8.  | Brand-New Weekend (Varick Street Mix)             | Face B du 6e single (version remaniée) | 4:36 |
| 9.  | Nettaiya (熱帯夜)                                 | Face B du 4e single                    | 3:02 |
| 10. | Too Young                                         |                                        | 4:22 |
| 11. | My Graduation (Album Version) (my graduation ...) | 6e single (version remaniée)           | 3:41 |
| 12. | I'll Be All Right (I'll be all right)             |                                        | 3:53 |
| 13. | Street Life                                       |                                        | 7:16 |